# کیتری پوینت (مین)
کیتری پوینت(به انگلیسی: Kittery Point) شهری در ایالت مین کشور ایالات متحده آمریکا است که جمعیت آن در سرشماری سال ۲۰۱۰ میلادی، ۱٬۰۱۲ نفر بوده‌است.

## نگارخانه

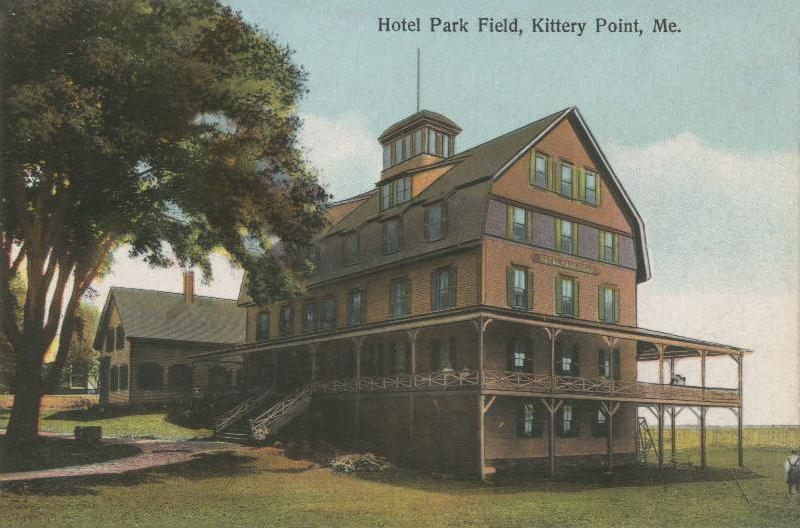
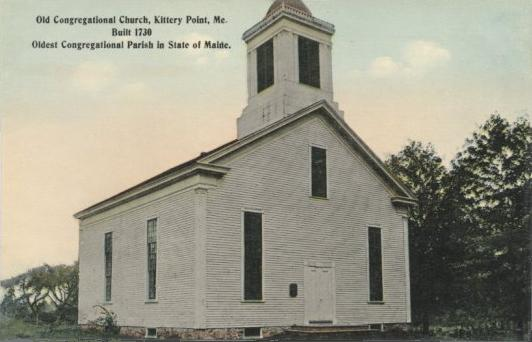
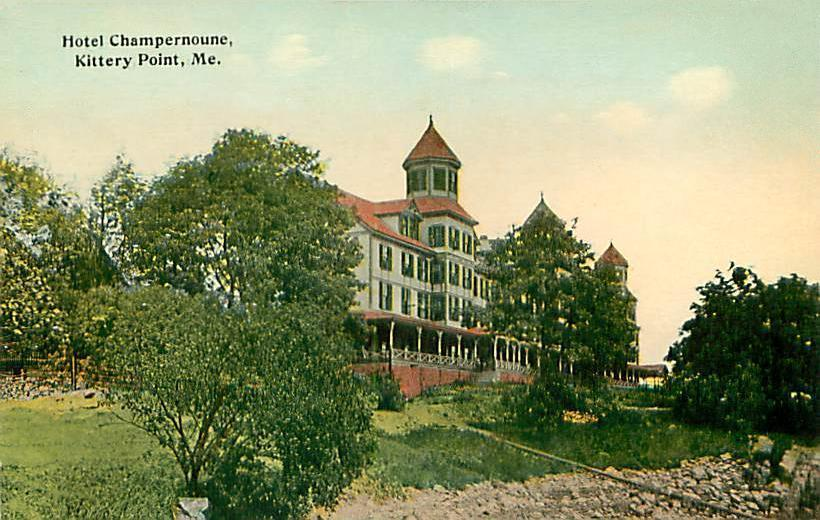
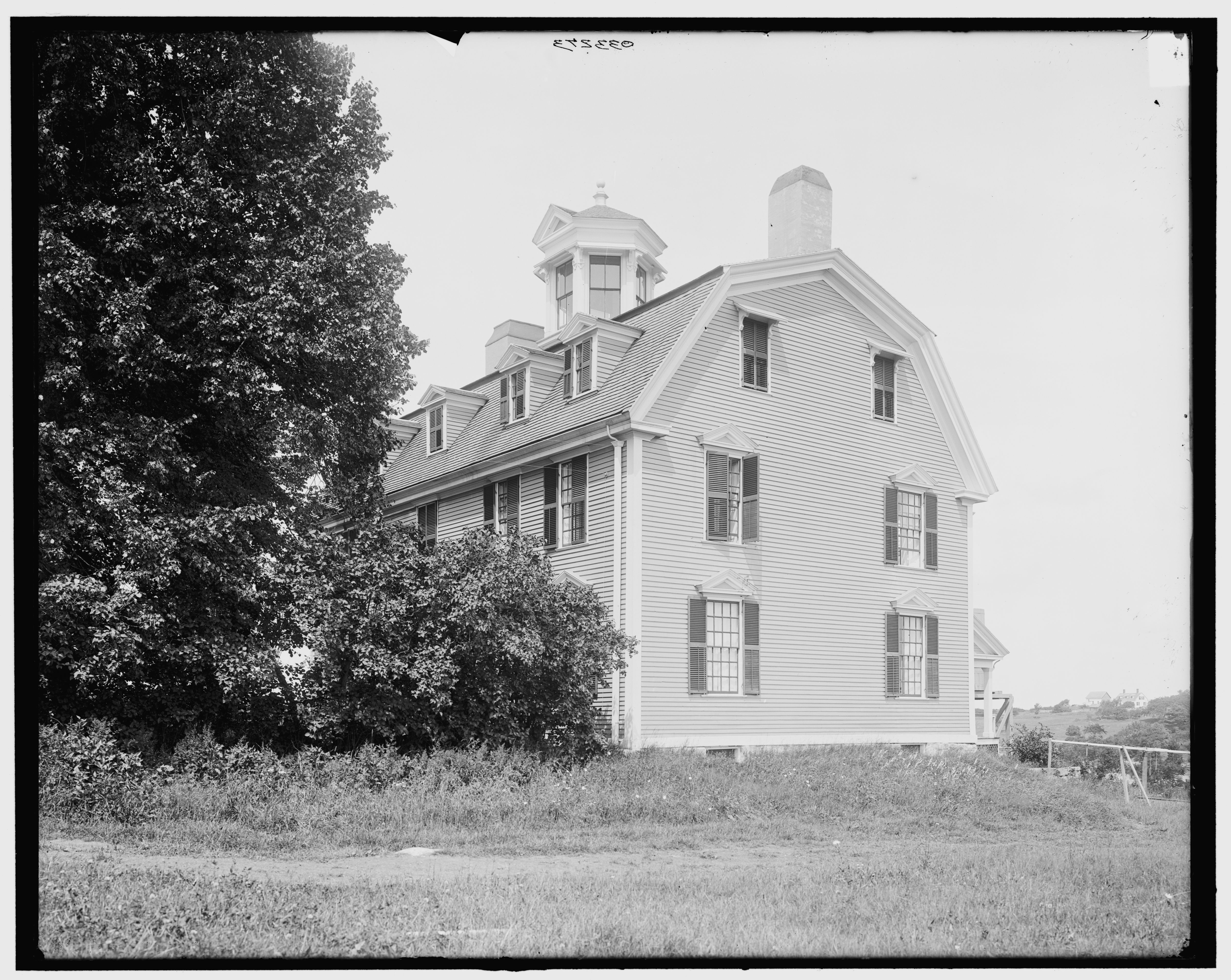
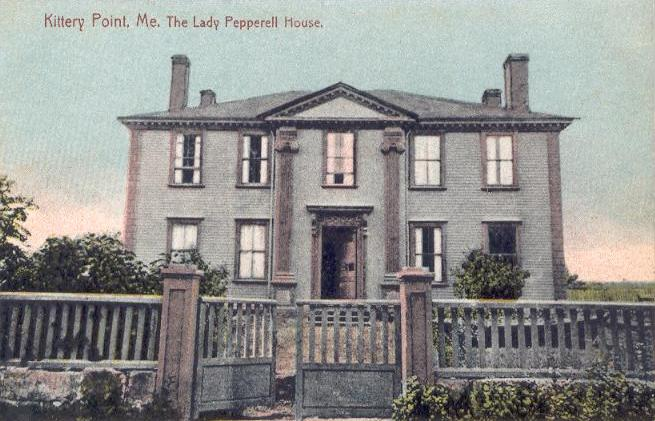
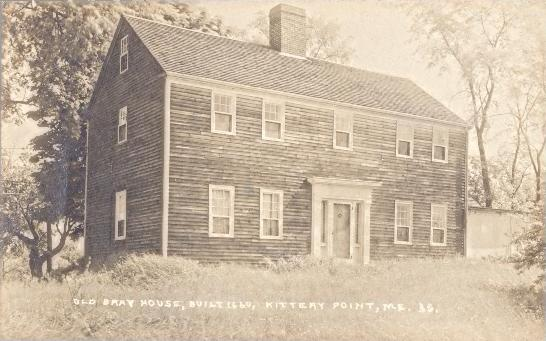